# Elisabeth Delor
Elisabeth Delor (ur.  1946, Polska; zm. 1 kwietnia 2011) – francuska brydżystka, World Life Master w kategorii Open (WBF), European Master (EBL).

## Wyniki brydżowe

### Olimpiady
Na olimpiadach uzyskała następujące rezultaty:
| Olimpiady brydżowe. Zawody teamów | Olimpiady brydżowe. Zawody teamów | Olimpiady brydżowe. Zawody teamów | Olimpiady brydżowe. Zawody teamów | Olimpiady brydżowe. Zawody teamów | Olimpiady brydżowe. Zawody teamów |
| Rok                               | Miejsce                           | Zawody                            | Kategoria                         | Drużyna                           | Pozycja                           |
| --------------------------------- | --------------------------------- | --------------------------------- | --------------------------------- | --------------------------------- | --------------------------------- |
| 1996                              | Rodos                             | 10. Olimpiada Teamów              | Kobiety                           | France                            | 11                                |
| 1992                              | Salsomaggiore                     | 9. Olimpiada Teamów               | Kobiety                           | France                            | 3                                 |
| 1988                              | Wenecja                           | 8. Olimpiada Teamów               | Kobiety                           | France                            | 5                                 |
| 1984                              | Seattle                           | 7. Olimpiada Teamów               | Kobiety                           | France                            | 3                                 |
| 1980                              | Valkenburg                        | 6. Olimpiada Teamów               | Kobiety                           | France                            | 5                                 |
| 1976                              | Monte Carlo                       | 5. Olimpiada Teamów               | Kobiety                           | France                            | 5                                 |

### Zawody światowe
W światowych zawodach zdobyła następujące lokaty:
| Mistrzostwa Świata. Konkurencja teamów | Mistrzostwa Świata. Konkurencja teamów | Mistrzostwa Świata. Konkurencja teamów | Mistrzostwa Świata. Konkurencja teamów | Mistrzostwa Świata. Konkurencja teamów | Mistrzostwa Świata. Konkurencja teamów |
| Rok                                    | Miejsce                                | Zawody                                 | Kategoria                              | Drużyna                                | Pozycja                                |
| -------------------------------------- | -------------------------------------- | -------------------------------------- | -------------------------------------- | -------------------------------------- | -------------------------------------- |
| 2000                                   | Maastricht                             | 11. Olimpiada Brydżowa                 | Miksty                                 | Zimmermann                             | 26                                     |
| 1998                                   | Lille                                  | 10. Mistrzostwa Świata                 | Open                                   | Blouquit                               | 9                                      |
| 1994                                   | Albuquerque                            | 9. Mistrzostwa Świata                  | Kobiety                                | Bessis                                 | 9                                      |
| 1993                                   | Santiago                               | 31. Mistrzostwa Świata Teamów          | Kobiety                                | France                                 | 9                                      |
| 1982                                   | Biarritz                               | 6. Mistrzostwa Świata                  | Open                                   | Morenas                                | 45                                     |

| Mistrzostwa Świata. Konkurencja par | Mistrzostwa Świata. Konkurencja par | Mistrzostwa Świata. Konkurencja par | Mistrzostwa Świata. Konkurencja par | Mistrzostwa Świata. Konkurencja par | Mistrzostwa Świata. Konkurencja par |
| Rok                                 | Miejsce                             | Zawody                              | Kategoria                           | Partner                             | Pozycja                             |
| ----------------------------------- | ----------------------------------- | ----------------------------------- | ----------------------------------- | ----------------------------------- | ----------------------------------- |
| 2006                                | Werona                              | 12. Mistrzostwa Świata              | Miksty                              | Romain Zaleski                      | 331                                 |
| 1998                                | Lille                               | 10. Mistrzostwa Świata              | Miksty                              | Jean-Christophe Quantin             | 192                                 |
| 1994                                | Albuquerque                         | 9. Mistrzostwa Świata               | Kobiety                             | Colette Lise                        | 20                                  |
| 1990                                | Genewa                              | 8. Mistrzostwa Świata               | Kobiety                             | Colette Lise                        | 6                                   |
| 1986                                | Miami Beach                         | 7. Mistrzostwa Świata               | Kobiety                             | Colette Lise                        | 22                                  |
| 1982                                | Biarritz                            | 6. Mistrzostwa Świata               | Kobiety                             | Claude Blouquit                     | 19                                  |
| 1978                                | Nowy Orlean                         | 5. Mistrzostwa Świata               | Kobiety                             | Claude Blouquit                     | 3                                   |

| Mistrzostwa Świata. Konkurencja indywidualna | Mistrzostwa Świata. Konkurencja indywidualna | Mistrzostwa Świata. Konkurencja indywidualna | Mistrzostwa Świata. Konkurencja indywidualna | Mistrzostwa Świata. Konkurencja indywidualna | Mistrzostwa Świata. Konkurencja indywidualna |
| Rok                                          | Miejsce                                      | Zawody                                       | Kategoria                                    | Pozycja                                      |                                              |
| -------------------------------------------- | -------------------------------------------- | -------------------------------------------- | -------------------------------------------- | -------------------------------------------- | -------------------------------------------- |
| 2000                                         | Ateny                                        | 5. Indywidualne Mistrzostwa Świata           | Kobiety                                      | 4                                            |                                              |
| 1998                                         | Ajaccio                                      | 4. Indywidualne Mistrzostwa Świata           | Kobiety                                      | 9                                            |                                              |
| 1996                                         | Paryż                                        | 3. Indywidualne Mistrzostwa Świata           | Kobiety                                      | 1                                            |                                              |
| 1994                                         | Paryż                                        | 2. Indywidualne Mistrzostwa Świata           | Kobiety                                      | 22                                           |                                              |

### Zawody europejskie
W europejskich zawodach zdobyła następujące lokaty:
| Zawody europejskie. Konkurencja teamów | Zawody europejskie. Konkurencja teamów | Zawody europejskie. Konkurencja teamów | Zawody europejskie. Konkurencja teamów | Zawody europejskie. Konkurencja teamów | Zawody europejskie. Konkurencja teamów |
| Rok                                    | Miejsce                                | Zawody                                 | Kategoria                              | Drużyna                                | Pozycja                                |
| -------------------------------------- | -------------------------------------- | -------------------------------------- | -------------------------------------- | -------------------------------------- | -------------------------------------- |
| 2002                                   | Ostenda                                | 7. Mistrzostwa Europy Mikstów          | Miksty                                 | Damiani                                | 16                                     |
| 2000                                   | Bellaria                               | 6. Mistrzostwa Europy Mikstów          | Miksty                                 | Zimmermann                             | 10                                     |
| 1994                                   | Barcelona                              | 3. Mistrzostwa Europy Mikstów          | Miksty                                 | Elkaim                                 | 87                                     |
| 1993                                   | Mentona                                | 41. Mistrzostwa Europy Teamów          | Kobiety                                | France                                 | 2                                      |
| 1992                                   | Ostenda                                | 2. Mistrzostwa Europy Mikstów          | Miksty                                 | Elkaim                                 | 49                                     |
| 1990                                   | Bordeaux                               | 1. Mistrzostwa Europy Mikstów          | Miksty                                 | Lise                                   | 4                                      |
| 1979                                   | Lozanna                                | 34. Mistrzostwa Europy Teamów          | Kobiety                                | France                                 | 9                                      |

| Zawody europejskie. Konkurencja par | Zawody europejskie. Konkurencja par | Zawody europejskie. Konkurencja par | Zawody europejskie. Konkurencja par | Zawody europejskie. Konkurencja par | Zawody europejskie. Konkurencja par |
| Rok                                 | Miejsce                             | Zawody                              | Kategoria                           | Partner                             | Pozycja                             |
| ----------------------------------- | ----------------------------------- | ----------------------------------- | ----------------------------------- | ----------------------------------- | ----------------------------------- |
| 2002                                | Ostenda                             | 7. Mistrzostwa Europy Mikstów       | Mikst                               | Albert Faigenbaum                   | 390                                 |
| 2000                                | Bellaria                            | 6. Mistrzostwa Europy Mikstów       | Mikst                               | Pierre Saporta                      | 30                                  |
| 1998                                | Akwizgran                           | 5. Mistrzostwa Europy Mikstów       | Mikst                               | Elkaim                              | 154                                 |
| 1996                                | Monte Carlo                         | 4. Mistrzostwa Europy Mikstów       | Mikst                               | Jean-Christophe Quantin             | 20                                  |
| 1995                                | Rzym                                | 8. Mistrzostwa Europy Par           | Open                                | Elkaim                              | 156                                 |
| 1994                                | Barcelona                           | 3. Mistrzostwa Europy Mikstów       | Miksty                              | Elkaim                              | 142                                 |
| 1993                                | Mentona                             | 4. Mistrzostwa Europy Kobiet        | Kobiety                             | Colette Lise                        | 114                                 |
| 1993                                | Bielefeld                           | 7. Mistrzostwa Europy Par           | Open                                | Danièle Avon                        | 166                                 |
| 1992                                | Ostenda                             | 2. Mistrzostwa Europy Mikstów       | Mikst                               | Elkaim                              | 137                                 |
| 1990                                | Bordeaux                            | 1. Mistrzostwa Europy Mikstów       | Mikst                               | Elkaim                              | 67                                  |
| 1989                                | Turku                               | 39. Mistrzostwa Europy Teamów       | Kobiety                             | Colette Lise                        | 32                                  |
| 1987                                | Brighton                            | 4. Mistrzostwa Europy Par           | Kobiety                             | Colette Lise                        | 26                                  |

## Klasyfikacja
- Elisabeth Delor – klasyfikacja WBF (ang.)
- Elisabeth Delor – klasyfikacja EBL (ang.)